# ㄴ

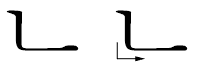
ㄴ (nieun) orden de los trazos

ㄴ es un jamo del sistema de escritura coreano, la segunda consonante del alfabeto coreano. En el estándar de Unicode recibe la codificación U+3134. Su nombre en coreano es nieun (니은).

## Descripción
Este suena "n" pero más prolongada, algo como "hn" con énfasis en el sonido nasal alveolar cuando se encuentra en el principio o el medio de la palabra y con un sonido nasal retrofleja cuando se encuentra ubicada al final de la palabra. 
En la mayoría de los casos cuando se agregan ㅑ , ㅒ , ㅕ , ㅖ , ㅛ , ㅠ , ㅟ o ㅣ al final del jamo, se palataliza con alvéolo-palatal nasal [ȵ].

## Representación informática
- Unicode :
  - ㄴ : U+3134
  - ᄂ : U+1102
  - ᆫ : U+11AB